# Canthidium manni
Canthidium manni е вид бръмбар от семейство Листороги бръмбари (Scarabaeidae). Видът не е застрашен от изчезване.

## Разпространение
Разпространен е в Бразилия (Баия, Мараняо, Минас Жерайс, Параиба, Пернамбуко, Пиауи, Рио Гранди до Норти и Сеара).